# Gerufa montana
Gerufa montana är en kräftdjursart som beskrevs av Barnard 1932. Gerufa montana ingår i släktet Gerufa och familjen myrbogråsuggor. Inga underarter finns listade i Catalogue of Life.